# Ellen Anne Hewett

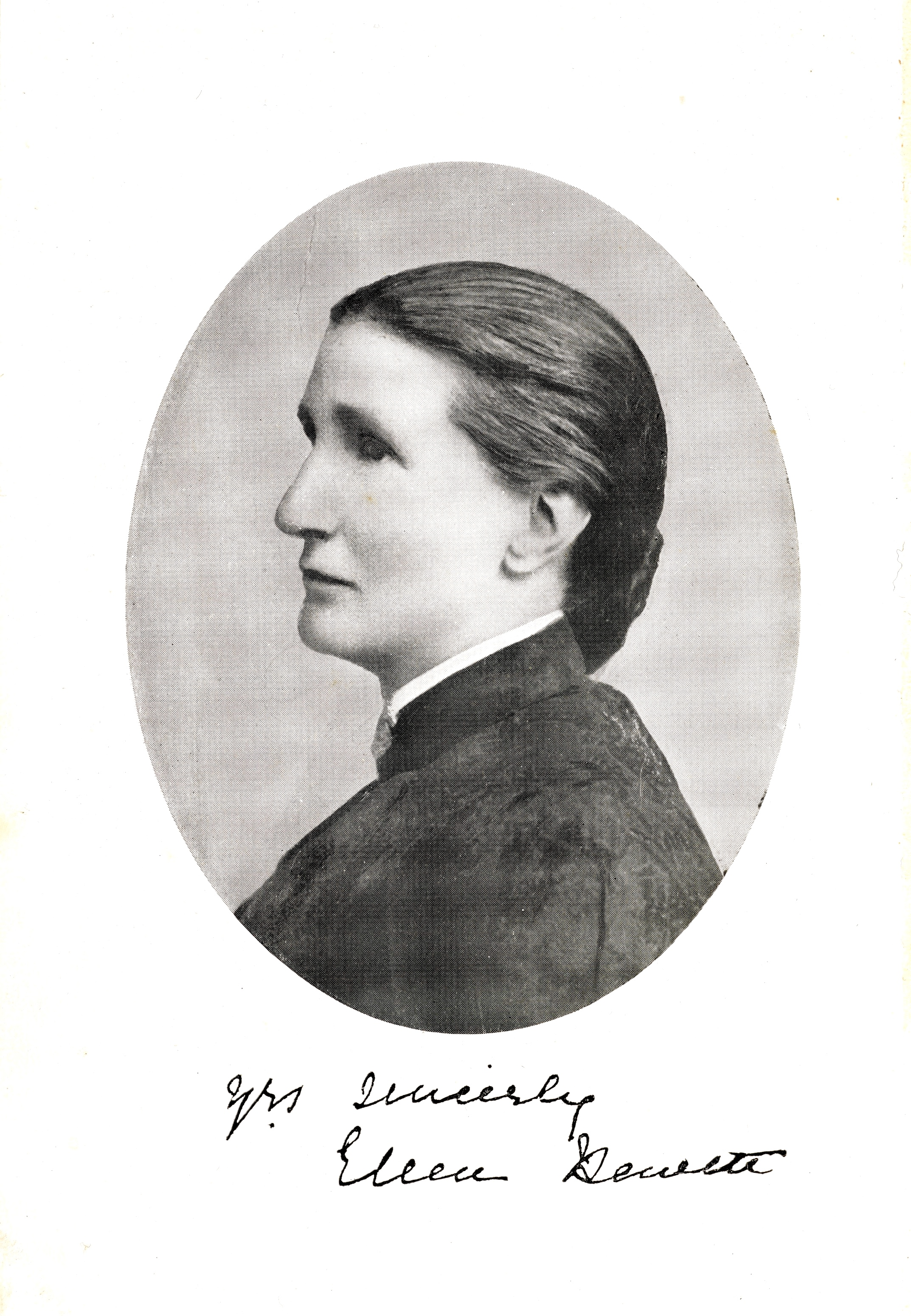
Ellen Anne Hewett (1883)

Ellen Anne Hewett, geb. Baker (* 15. Juli 1843 in Jersey, Kanalinseln, Kronbesitz; † 14. Februar 1926 in Auckland, Neuseeland) war eine neuseeländische Schriftstellerin, Suffragette und Vertreterin der Abstinenzbewegung. Sie begann sich 1894 für die Abstinenz unter den Māori einzusetzen.

## Frühes Leben
Ellen Anne Baker wurde am 15. Juli 1843 als älteste Tochter der Eheleute Hannah Hough und George Baker auf der Insel Jersey geboren. Im Dezember 1854 schiffte die Familie in Liverpool auf der Earl of Sefton ein, um nach Neuseeland auszuwandern. Die Reise bekam einen Zwischenstopp in Melbourne und ging von dort aus auf einer kleinen Brigg weiter nach Nelson auf der Westseite der Südinsel gelegen.

## Neuseeland
Ellen Anne, nun 15-jährig, wurde am 6. September 1858 mit dem 11 Jahre älteren James Duff Hewett im Haus ihres Vaters verheiratet, wobei die treibende Kraft für die Heirat ihre Mutter war. Die Familie, zu der Ellen Anne kurz hintereinander drei Söhne und eine Tochter gebar, bewirtschaftete ein Anwesen in Kai Iwi, knapp 20 km von Wanganui entfernt. Das Leben war hart und die Familie verlor zwei Mal alles Hab und Gut durch zwei Feuer, die das Haus abbrannten. Ellen Annes Mann wurde Friedensrichter und am 23. März 1863 zum Mitglied des Wellington Provincial Council für Wanganui und Rangitikei gewählt. Er starb in der Nacht des 9. Februar 1865 bei einem Überfall der Hauhau auf die Farm der Familie.
Ellen Anne flüchtete mit ihren Kindern zunächst nach Wanganui und reichte eine Petition an das neuseeländische Parlament ein, um eine Rente von 50 Pfund pro Jahr, 400 Acres Land für sich selbst und 100 Acres Land für jedes ihrer Kinder als Schadensersatz zu bekommen.

## England
Ohne ein zukünftiges Einkommen ging Ellen Anne mit ihren Kindern nach England, wo sie von der Familie ihres verstorbenen Mannes aufgenommen wurde und ihre Kinder großziehen konnte.

## Zurück nach Neuseeland
Nach 15 Jahren kehrte Ellen Anne 1880 nach Neuseeland zurück und widmete sich der religiösen Arbeit. Sie engagierte sich in der Abstinenzbewegung, wurde Mitglied in der Women’s Christian Temperance Union New Zealand und arbeitete mit Māori-Frauen zusammen, die sich verpflichtet hatten, keinen Alkohol zu konsumieren. Auch setzte sie sich für das allgemeine Wahlrecht ein und unterzeichnete eine Petition, in der das Wahlrecht für alle neuseeländischen Frauen im Alter über 21 Jahre gefordert wurde.
Ellen Anne begann ein Buch mit ihren Erinnerungen an ihr frühes Leben zu schreiben. Das Buch mit dem Titel „Looking Back or Personal Reminiscences“ wurde 1911 veröffentlicht und war äußerst erfolgreich. Vier Jahre später erfolgte die zweite Auflage des Buches und 1978 wurde das Werk in der sechsten Auflage herausgegeben.
Ellen Anne Hewett verstarb am 14. Februar 1926 in Auckland und wurde auf dem Purewa-Friedhof in Auckland beigesetzt.

## Werke
- Looking Back or Personal Reminiscences. by The Widows of A New Zealand Pioneer Settler. St. Albans, The Campfield Press, 1911 (englisch).

### Rezension zu dem Buch
Die Beliebtheit von „Looking Back“ ist verständlich, wenn man zum einen die Dramatik von Ellen Hewetts frühen Jahren in der Kolonie und zum anderen die Aktualität des religiösen Materials bedenkt, das einen großen Teil des Buches ausmacht. Ellen Hewett berichtet ausführlich über die intensiven, manchmal visionären Erfahrungen, die ihren Glauben neu belebten und sie zu einer engagierten Evangelistin machten. Gebete werden vollständig wiedergegeben, ebenso wie viele beispielhafte Geschichten über die Bekehrungen von Freunden und Bekannten. Die religiösen Passagen sind emotional und rhetorisch kühn, mitunter werden die Leser direkt ermahnt. Trotz ihres konventionellen Tons und Vokabulars und ihrer bewussten Sentimentalität lassen diese Abschnitte erkennen, dass ein starker Idealismus das Schreiben motiviert.
Die Erzählung ist sachlicher, prägnanter und sogar untertrieben, wenn es um die Darstellung der tatsächlichen Ereignisse im Leben von Ellen Hewett geht. Die hier geschilderten Unglücke verleihen dem tiefen Gefühl ihrer Religion eine gewisse Logik. Seit ihrer frühen Jugend musste sie eine Reihe von schwierigen Situationen meistern: die Pflege ihres kränklichen Vaters im Alter von 12 Jahren, während ihre Mutter für ein Jahr nach England zurückkehrte; die Heirat mit einem praktisch Fremden und der Umzug auf eine abgelegene Farm in einer weit entfernten Provinz; der Verlust von fast allem, was die Hewetts besaßen, bei zwei Hausbränden in Kai Iwi; die ständige Bedrohung durch Gruppen feindseliger Māori, die in dem gewaltsamen Tod und der rituellen Verstümmelung ihres Mannes gipfelte; und der anschließende, faktische Bankrott der jungen Witwe. Auch die eher alltäglichen Härten des Pionierlebens kommen nicht zu kurz: die harte Arbeit beim Wäschewaschen, Kochen und Schafehüten, die Gefahren bei Reisen über schlammige Straßen oder überschwemmte Flüsse, die langen Trennungen, wenn Hewett zur Miliz oder in politischen Angelegenheiten einberufen wurde, und das Leiden an den Krankheiten von Kindern und Freunden.
Ellen Hewett schreibt über diese Schwierigkeiten in einer sachlichen, zielgerichteten Art und Weise, mit einem scharfen Sinn für das entscheidende Detail und die pointierte persönliche Anekdote. Es gibt einen lebendigen Sinn für Humor und ein feines Gespür für Landschaft und Naturschönheiten. Der Blickwinkel bleibt jedoch ausschließlich häuslich, und das Buch unternimmt keinen Versuch, die breitere politische Situation oder den Hintergrund der Ereignisse zu berücksichtigen. Oft jedoch entwickelt Ellen Hewett durch eine Besonderheit ein unheilvolles Gefühl der Vorahnung. Ihr Klavier, ein Hochzeitsgeschenk, wird mit der Vorahnung eingeführt, dass es später „von den Speeren und Tomahawks der Māori“ beschädigt werden würde; der Tod und die Enthauptung "eines der Offiziere in Taranaki" wird als Vorbote ihrer eigenen Tragödie hervorgehoben: „Wie wenig haben wir, als wir zusammenstanden, davon geträumt, dass in sechs Monaten ... der Körper meines armen Mannes durch dasselbe Tor getragen werden würde, in genau demselben verstümmelten Zustand!“
Ellen Hewett hat ein enthusiastisches Gespür für die dramaturgischen Möglichkeiten ihrer Geschichte und führt sie zurück, um zu den religiösen und moralischen Lehren des Buches beizutragen. Doch trotz des hohen Bekanntheitsgrads und der offenkundigen Natur ihrer evangelischen Absichten sind die vorherrschenden Qualitäten von Looking back die Farbe und die Kraft der Ereignisse selbst.
Ronda Cooper (1990)
Übersetzt aus dem Englischen.